# Maison Henri IV (Chartres)
La maison Henri IV est située au no 5 de la rue Chantault dans la ville de Chartres, préfecture du département français d'Eure-et-Loir, en région Centre-Val de Loire.

## Description
Elle fait l’objet d’une inscription au titre des monuments historiques depuis le 18 décembre 1924.